# Eupithecia aella
Eupithecia aella är en fjärilsart som beskrevs av Claude Herbulot 1987. Eupithecia aella ingår i släktet Eupithecia och familjen mätare. Inga underarter finns listade i Catalogue of Life.